# 마우스 제스처
컴퓨터에서 마우스 제스처(Mouse gesture)는 마우스 버튼을 클릭한 상태에서 특정하게 움직이면, 특정한 명령어를 실행하는 방식이다. 여러 프로그램에서 널리 쓰이는 명령어를 편하게 나타낼 수 있다. 또한 키보드 입력이 불편한 이에게 요긴하다.
이를테면, 웹 브라우처에서 뒤로 가기는 오른쪽 버튼을 누른 상태에서 마우스를 왼쪽으로 재빠르게 밀어주면 된다. 물론 프로그램마다 구현하는 방식이 다르며, 사용자가 지정할 수도 있다.
오페라 등의 웹 브라우저에서는 기본으로 지원하며, 인터넷 익스플로러나 파이어폭스에서는 간단히 플러그 인을 설치함으로 사용할 수 있다.